# Carlos Parrilla
Carlos Parrilla (Buenos Aires, 15 de octubre de 1962 - Núñez, 13 de octubre de 1992) fue un actor cómico argentino. Aunque tuvo una carrera breve, se destacó (sobretodo en teatro) en la década de 1990 como un intérprete con un gran talento para la improvisación.

## Biografía
Nacido en Buenos Aires, se dedicó de muy joven a la actuación. Inició su profesión realizando monólogos como La tiendita del horror en 1989 en Mar del Plata y Humor a la Parrilla en el Pozo voluptuoso en Palermo. Surgido del ambiente underground. Durante una de sus funciones es escuchado por su amigo, el actor Atilio Veronelli quien se lo presenta a Antonio Gasalla, siendo contratado al mes para participar de su programa humorístico televisivo.
Además fue un perfeccionista director y profesor de teatro y actuación de la UBA, con una inteligencia y una mirada del mundo muy poco conservadora fue el inspirador de muchos artistas actuales como la actriz Maricel Álvarez. A la edad de 20 años ya era profesor de teatro cuando recién empezaban los talleres en los Barrios Porteños en Parque Centenario.
Se inicia en 1990 formando parte del personal del programa El mundo de Gasalla, acompañados por grandes como Georgina Barbarrossa, Norma Pons, Juana Molina, Atilio Veronelli, Claudio Giudice, Adriana Aizemberg, Luis Mazzeo, Mónica Scaparone, Juan Acosta, Jorge Takashima y Daniel Araoz, entre muchos otros. Entre sus personajes se encontraban el de un médico que se desmayaba al ver a sus enfermos y un celador de escuela (Ortivelli) que rendía tributo a la directora de la Institución. En este programa tuvo la oportunidad de conocer a varios artistas invitados como Marilina Ross y Gladys la bomba tucumana. Además de actor se desempeñó junto con Gasalla en la confección de los libretos del programa.

### Canal 9
Posteriormente fue contratado como conductor por Canal 9 para transmitir Ritmo de la tarde junto a Ricky Maravilla, programa que se emitía diariamente en verano desde Mar del Plata.

### Canal 13
Canal 13 luego lo convocó para integrar el elenco de 360 Todo para ver, junto a Marley.
En cine logró incursionar en La mayoría silenciada (1986) y El acompañamiento de 1991, junto a Haydée Padilla, Ana María Giunta, Carlos Carella y Franklin Caicedo.
En teatro trabajó exclusivamente en espectáculos infantiles. Hizo Ídolos y forros de Gasalla de Lorenzo y Claudio Spadone, con dirección y puesta en escena de Antonio Gasalla, con la vedette Norma Pons, Atilio Veronelli, Juan Acosta, Mónica Scaparone, Claudio Giudise y Jorge Takashima.

## Fallecimiento
El martes 13 de octubre de 1992 (a dos días de cumplir 30 años) a las 9:30 de la mañana, Parrilla se arrojó desde su ventana del noveno piso "B" en el barrio porteño de Núñez. La causa de su determinación fue una crisis depresiva en la que cayó luego de que los médicos le diagnosticaran leucemia, aunque también se publicó en algunos medios que el actor había contraído el virus de VIH SIDA y que, posiblemente por no haber cura o tratamiento en aquella época, no pudo sobrellevar la enfermedad, por lo que habría decidido quitarse la vida. Sus restos descansan en el Panteón Argentino de Actores, en el Cementerio de la Chacarita.